# Jurcz
Jurcz (niem. Jürtsch) – wieś w Polsce, położona w województwie dolnośląskim, w powiecie lubińskim, w gminie Ścinawa. Przez wieś przebiega droga wojewódzka nr 372. W latach 1975–1998 miejscowość administracyjnie należała do województwa 
legnickiego.

## Integralne części wsi
| SIMC    | Nazwa    | Rodzaj     |
| ------- | -------- | ---------- |
| 0367670 | Przystań | przysiółek |

## Zabytki
Do wojewódzkiego rejestru zabytków wpisane są:
- kościół ewangelicki, obecnie rzymskokatolicki filialny pw. Najświętszego Serca Pana Jezusa, orientowany, murowano-szachulcowy, nakryty dachami dwuspadowymi z początku XVIII w.[7]
- park, z połowy XVIII w., zmiany w drugiej połowie XIX w.